# Meharia
Meharia  (лат.) — род ночных бабочек из семейства древоточцев.

## Описание
Бабочки мелкого и среднего размера. Самки крупнее самцов. Глаза голые. Передние крылья удлиненные, вытянутые с округлой вершиной.

## Ареал
Представители рода преимущественно населяют пустыни и засушливые горы Западной Палеарктики и Африки.

## Виды
- Meharia acuta Wiltshire, 1982
- Meharia avicenna Yakovlev, 2011
- Meharia fischeri Yakovlev & Saldaitis, 2008
- Meharia hackeri Saldaitis, Ivinskis & Yakovlev, 2011
- Meharia incurvariella Chrétien, 1915
  - Meharia incurvariella incurvariella Chrétien, 1915
  - Meharia incurvariella persica (Wiltshire, 1946)
- Meharia murphyi  Yakovlev, 2013
- Meharia philbyi Bradley, 1952
- Meharia scythica D. Komarov et Zolotuhin, 2005
- Meharia semilactea (Warren et Rothschild, 1905)
- Meharia tancredii Sutton, 1963
- Meharia tanganyikae Bradley, 1952
- Meharia yakovlevi Saldaitis & Ivinskis, 2010